# Naverstad gravfält

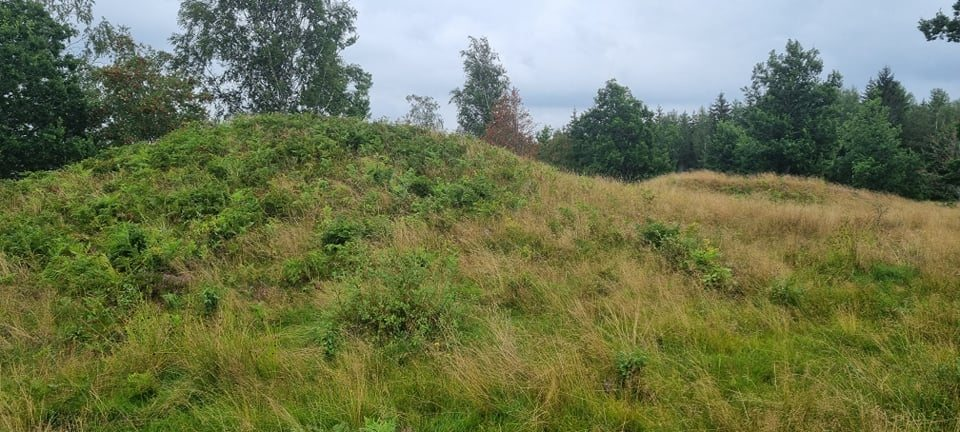
Kungshögen och Drottninghögen.

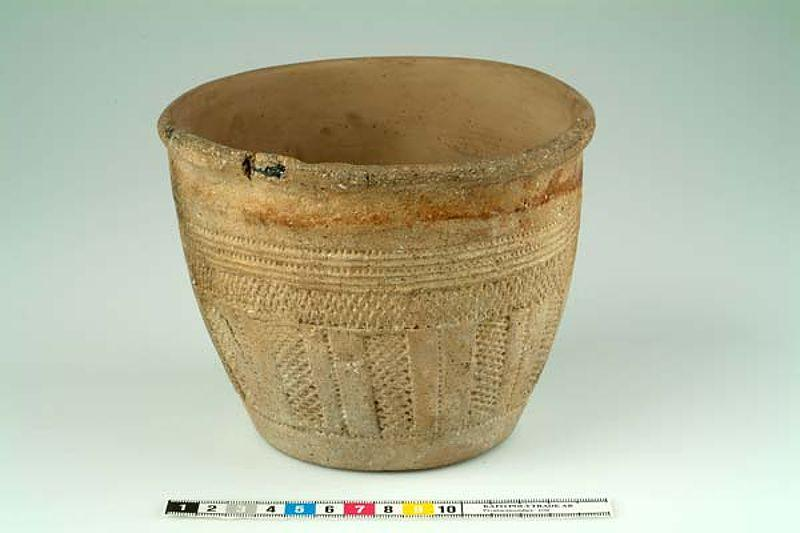
Spannformigt kärl från Drottninghögen.

Naverstad gravfält är beläget norr om Naverstads kyrka i Bullaren i Tanums kommun och är bygdens största gravfält.
På gravfältet finns det cirka 100 gravar från järnåldern, cirka 100–600 e.Kr., men det skall troligen funnits mycket fler som har skadats av odling och borttagits. Gravfältet är långsträckt: cirka 900 meter långt och 20–40 meter brett. De främsta gravskicken är runda och ovala högar, samt ett tjugotal stensättningar. De två största högarna kallas för Kungshögen och Drottninghögen.
Enligt en lokal sägen (skottegravarna) skall skotska krigare ha landat utanför Greby gravfält och förövat ett plundringståg mellan Grebbestad och Bullaren. Kungarna från Hällungastad, Raneborg (Svarteborg) och Signebön skall ha samlats vid Bullaren och anfallit skottarna vid Långevallsälven, och de stupade skottarna ska sedan ha begravts vid Naverstad gravfält.
År 1842 genomförde Axel Emanuel Holmberg utgrävningar på platsen och påträffade lerkrukor med brända ben, bronsspännen, en spjutspets, koppar- och järnredskap, delar av ett silversmycke med mera. Fynden tyder därmed på att det var civilpersoner som hade begravts här, inte några krigare.